# Funkcjonalizm (filozofia)
Funkcjonalizm -  pogląd w filozofii umysłu i kognitywistyce, zgodnie z którym nasze umysły lepiej jest traktować nie jako materialne czy niematerialne organy czy rzeczy, ale jako zdolności, funkcje i sposoby, na jakie jesteśmy zorganizowani, aby funkcjonować w świecie .
Współczesny funkcjonalizm uznaje ludzi za komputery, które tylko za sprawą losu, zbudowane są z krwi i kości, a ich stany umysłowe są stanami obliczeniowymi.

## Historia
Początki stanowiska funkcjonalistycznego odnaleźć można u Arystotelesa i Hobbesa (maszyna myśląca). Zastąpienie substancji funkcją w analizie filozoficznej propagował też niemiecki neokantysta Ernst Cassirer. 

## Rozwinięcie
Współczesna wersja funkcjonalizmu głosi, że istotą stanów umysłowych jest funkcja, którą pełnią, a nie fizyczny materiał, który pozwala na wykonanie tej funkcji. Funkcja jest tutaj rozumiana przyczynowo. Podstawowe terminy tego stanowiska to informacje wejściowe (input) i informacje wyjściowe (output), gdzie za pierwsze służą postrzeżenia, a za drugie efekty fizyczne sygnałów.
Funkcjonalizm wyrósł na krytyce behawioryzmu. Pierwszymi proponentami funkcjonalizmu byli Wilfrid Sellars i Hilary Putnam. Według nich, aby opisać stan psychiczny wystarczy określić troiste jego uwarunkowanie: co jest jego typową przyczyną, jak wpływa na inne stany psychiczne i jakie pociąga skutki w zachowaniu. Główną zaletą takiego funkcjonalistycznego opisu jest to, że doskonale odpowiada on sposobowi, w jaki poznajemy własne, jak i cudze stany mentalne, bo poznajemy je po wpływie jaki wywierają na zachowanie i inne stany psychiczne.
W klasycznym funkcjonalizmie (Hilary Putnam) opis stanów umysłowych opiera się na uniwersalnej maszynie Turinga. Krytyka behawioryzmu pozwoliła wyodrębnić trzy główne argumenty na rzecz funkcjonalizmu. Po pierwsze, nie możemy twierdzić, że pewne odczucia są wprost powiązane z pewnymi rodzajami pobudzeń (ból żaby i ból człowieka to, co innego). Po drugie, można sobie wyobrazić istoty pozaziemskie o innej biologii. Po trzecie, można mówić o myśleniu w odniesieniu do komputerów.
Funkcjonalizm jest uważany za „główną ideologię” takich dziedzin jak cybernetyka, teoria informacji, czy kognitywistyka. Behawioryzm, poprzednik funkcjonalizmu, programowo abstrahował od „wnętrza”. Patrząc w ten sposób można rozumieć funkcjonalizm jako hasło, by prócz tego, co organizm lub układ robi, badać również to, co on wie (wiedza = wewnętrzna konfiguracja systemu). Taki funkcjonalistyczny paradygmat nauk o poznaniu wspiera wielu filozofów takich jak Jerry Fodor, Daniel Dennett, czy Patricia Churchland.

### Teza o wielorakiej realizowalności
Teza głosi, że jeśli ten sam rodzaj stanu umysłowego może zostać zrealizowany przez różne rodzaje struktur fizycznych (ludzie, kosmici, roboty, ośmiornice) to nie możemy po prostu identyfikować rodzaju stanu umysłowego z określonym stanem fizycznym. Zatem należy interpretować rodzaje umysłowe jako własności funkcjonalne wyższego rzędu realizowane przez fizyczne realizatory niższego rzędu.
Teza o wielorakiej realizowalności uzasadnia autonomię psychologii jako dyscypliny, niezależnej do neurobiologii.

### Odmiany funkcjonalizmu
Od lat 60. XX wieku powstało wiele odmian tego stanowiska. Wśród kluczowych wymienić można:
1. Funkcjonalizm obliczeniowy (komputacjonalizm) – funkcją umysłu jest przetwarzanie informacji (obliczanie)[2];
2. Funkcjonalizm biologiczny (teleofunkcjonalizm) – Ruth Millikan;
3. Funkcjonalizm analityczny – David Kellogg Lewis.

### Funkcjonalizm a badania nad sztuczną inteligencją
Funkcjonaliści zaczęli rozumieć umysł w oderwaniu od jego biologicznego podłoża i zaczęli odwoływać się do pojęcia sztucznej inteligencji. Analizy funkcjonalistów miały doprowadzić do powstania systemów, które dzięki swojej strukturze wewnętrznej będą spełniać odpowiednią funkcję. Według wielu z nich każdy algorytm, który wystarcza do rekonstrukcji zachowania systemu zewnętrznego, wyjaśnia działanie tego systemu
Tak rozumiany funkcjonalizm stanowi filozoficzne podstawy programu sztucznej inteligencji – maszyna może posiadać pewną myśl M, jeśli posiada stan, który odgrywa taką rolę funkcjonalną jak myśl M u nas. W podobny sposób możliwe są protezy układu nerwowego, o ile nie spowodują zmiany roli funkcjonalnych stanów na nich realizowanych. Slogan funkcjonalizmu brzmi: „umysł ma się tak do mózgu, jak software do hardware”.

### Zarzuty wobec funkcjonalizmu
W literaturze filozoficznej podnosi się wiele argumentów przeciwko funkcjonalizmowi:
1. chiński pokój Searle’a;-funcjonalizm opisuje mechanizmy na poziomie syntaktycznym, prawdziwe procesy umysłowe są semantyczne;
2. problem ugruntowania symboli Harnada – w jaki sposób w systemie obliczeniowym można ugruntować symbole tj. nadać im znaczenie;
3. argument enaktywistyczny – tylko systemy biologiczne powiązane ze środowiskiem mogą myśleć[14];
4. szczodrość funkcjonalizmu – zbyt wiele rzeczy chciałby zaliczyć do rzeczy myślących[15]
5. zaściankowość funkcjonalizmu – dostrzega podobieństwo psychiczne tylko tam, gdzie struktury przyczynowe są podobne do ludzkich[16];
6. teoria identyczności typów – teza o wielorakiej realizowalności jest zbyt abstrakcyjna i ogólna oraz nie ma wiele empirycznych dowód jej istnienia; wielu filozofów uważa, że identyczność typów (ból żaby jest podobny do bólu człowieka) jest niezbędną heurystyką w badaniach w neuronaukach poznawczych[17];
7. zarzut możliwej banalizacji każdego opisu w kategoriach funkcjonalnych (Godfrey-Smith):  wszystko może okazać się takim lub owym układem funkcjonalnym, np. komputerem– istnieje dosyć prosty dowód, że dowolny otwarty układ fizyczny można opisać jako automat o skończonej liczbie stanów[18];
8. sama abstrakcja nie wystarczy, materiał się liczy - do realizacji funkcji poznawczych ma znaczenie czy zachodzą one w mózgu, czy w komputerze[19].